# Kerstin Strandberg (1865–1950)
Kerstin Strandberg, född 15 november 1865 i Själevads socken, död 1950, var en svensk författare.

## Biografi
Strandberg arbetade som överstäderska på Härnösands stadshotell. Hon blev känd som författare av folklivsskildringar från Norrland under signaturen Maja på Stadt. 

### Trollebo-kungen
Hennes bok Trollebo-kungen fick en "särskildt vacker framgång" då dess förstaupplaga på 2000 exemplar "slutsåldes nästan omdelbart efter utgivningen". Den dramatiserades för scenen av Fredrik Lindholm och framfördes 1919 av Ivar Kallings landsortssällskap, och filmatiserades 1924 i filmen med samma namn regisserad av Gustaf Edgren.
Det väckte viss förundran att en hotellstäderska kunde författa en bok, vilket gav upphov till en skämtteckning och kortvers i Svenska Dagbladet den 17 juni 1917 i Veckans Spaltparad. N. Ringströms teckning föreställde en upprörd hotellgäst som inte fått sina skor putsade, och en skrivande kvinna bredvid en hög med oborstade skor som efterfrågade arbetsro. Kortversen av Marasquino löd:
| ” | Ska alla hotellstäd som Maja på Stadt slänga sin viska och bli litterära, då kunne sig gästerna hålla för skratt ty lifvet blir tungt att bära | „ |